# Drypta australis
Drypta australis – gatunek chrząszcza z rodziny biegaczowatych i podrodziny Dryptinae.
Gatunek ten opisany został w 1825 roku przez Pierre’a F.M.A. Dejeana.
Osiąga 10 mm długości ciała.
Drapieżnik polujący na małe stawonogi, szczególnie piewiki. Preferuje siedliska wilgotne i bagniste.
Gatunek endemiczny dla Australii, gdzie występuje we wschodniej i południowej części kontynentu.